# 長谷川康
長谷川 康（はせがわ やすし）は日本のテレビ映画監督。神奈川県横須賀市出身。

## 人物
逗子開成高等学校卒業。土屋統吾郎に師事。テレビドラマにおいてあらゆるジャンルの作品を手がけている。

## 主な作品
- PLAY ALON ひとりでみてネ!
- エリアコードドラマ「雪の上で好きと言って」
- ウィークエンドドラマ「しようよ」♡2 女教師ナズナの場合
- ウィークエンドドラマ「おまたかおる」
- 月曜ドラマイン「可愛いだけじゃダメかしら」
- ハッピー
- ジャッジカフェ
- ゼニゲッチュー!!
- 月曜ミステリー劇場「自治会長・糸井緋芽子社宅の事件簿」2
- 横山秀夫サスペンス「陰の季節」
- 横山秀夫サスペンス「沈黙のアリバイ」
- 横山秀夫サスペンス「第三の時効」
- サスペンス特別企画「長く孤独な誘拐」
- 横山秀夫サスペンス「囚人のジレンマ」
- 横山秀夫サスペンス「密室の抜け穴」
- 横山秀夫サスペンス「ペルソナの微笑」
- 横山秀夫サスペンス「モノクロームの反転」
- サスペンス特別企画「黙秘」
- 金曜エンタテイメント「ナース＆婦警／女友達な殺人事件」
- 水曜ミステリー9「警視庁黒豆コンビ」二度のお別れ
- 水曜ミステリー9「警視庁黒豆コンビ」地底からの叫び
- 水曜ミステリー9「警視庁黒豆コンビ」海に消えた欲望
- 水曜ミステリー9「警視庁黒豆コンビ」虚飾の塔
- 月曜ミステリー劇場「女金融道シリーズ」
- 警視庁捜査一課9係season1「Gペンの殺意」
- 警視庁捜査一課9係season3「疑惑の花嫁」
- 警視庁捜査一課9係season4「アロマ殺人事件」
- 警視庁捜査一課9係season4「新コンビ誕生」
- 警視庁捜査一課9係season5「殺人DJ」
- 警視庁捜査一課9係season5「高層の死角」
- 警視庁捜査一課9係season6「秘密の部屋」
- 警視庁捜査一課9係season6「悪魔の連載」
- 警視庁捜査一課9係season7「殺人同窓会」
- 警視庁捜査一課9係season8「捏造された殺人」
- 警視庁捜査一課9係season8「殺人美容室」
- 警視庁捜査一課9係season8「殺人船長」
- 警視庁捜査一課9係season9「殺人クルーズ」
- 警視庁捜査一課9係season9「世界平和殺人事件」
- 警視庁捜査一課9係season9「殺人オーデコロン」
- 警視庁捜査一課9係season10「完全犯罪理論」
- 警視庁捜査一課9係season11「時間差殺人」
- 警視庁捜査一課9係season11「殺人ヨガ」
- 警視庁捜査一課9係season12「殺人ピアノ曲」
- 警視庁捜査一課9係season12「ねらわれた監察医」
- 京都鴨川東署迷宮課「おみやさん」第5シリーズ
- 京都洛西署物語「女刑事みずき」「洛西署VS悪徳弁護士!! 料亭殺人の罠」
- 京都洛西署物語「女刑事みずき」「京都の夏に人が死ぬ!! ド派手女社長、自首の謎」
- 京都洛西署物語「女刑事みずき」スペシャル
- 遺留捜査season1「書きかけのカード」
- 遺留捜査season1 「神棚の木片」
- 文芸社ドラマスペシャル恋味母娘
- Answer〜警視庁検証捜査官「車椅子は見た!! ゴミ捨て殺人の秘密」
- Answer〜警視庁検証捜査官「謎の絞殺痕!? 結婚詐欺を繰り返す女」
- Answer〜警視庁検証捜査官「疑惑の夫殺し!? 瞬間移動した鞄の謎!! 女流作家の殺人計画」
- 遺留捜査 season2「15センチ×10センチの青い布人気ランナー謎の死」
- 遺留捜査 season2「船で運ばれた死体!? 音の違うカスタネットの秘密!!」
- 遺留捜査 season3「ハーモニカ」
- 遺留捜査 season3「ルビーの指輪」
- 遺留捜査 season3「折れた絵筆」
- 遺留捜査 season3「スタンプカード」
- 遺留捜査スペシャルI
- 遺留捜査スペシャルIII
- 遺留捜査スペシャルIV
- 所轄刑事 season10
- 遺留捜査season4「殺人犯脱走！狙われた母子…奇妙な駒が語る天才将棋少年の謎」
- 遺留捜査season4「爆破3分前!! 焦げたやじろべえに死んだ妻の秘密!?」
- 遺留捜査season4「夫殺しに疑惑の妻!? 汚れた離婚届に10年の涙!!」
- 刑事7人season1「忘れた男」
- 刑事7人season1「真夏の復讐殺人!? 残1時間の命」
- 特捜9season1「殺しの紙幣」
- 特捜9season1「無限大の殺人」
- 刑事7人season2「警視庁最強のスペシャリスト集団、始動」
- 刑事7人season2「都知事特設秘書が謎の転落死!? 疑惑の8000万円の行方！」
- 刑事7人season2「俺は人を殺した」死んだ男が衝撃自白！交換殺人のその先の秘密」
- 刑事7人season2「最終決戦！連続殺人を予告する男、天樹への挑戦状！」
- 刑事7人season3「臨海に眠る白骨遺体!? 人気女優の裏の顔と謎の男…!!」
- 刑事7人season3「無差別殺人VS嘘まみれの女たちの危ない関係」
- 刑事7人season5「警察人生初めての黒星―交差点信号機に隠された母娘の秘密」
- 遺留捜査saeson5「紅い風鈴〜25年間騙され続けたサギ師」
- 遺留捜査saeson5「赤目のカブト虫〜父になれなかった男!」
- 遺留捜査saeson5「幻の金メダル〜空のお守り袋に母の秘密」
- 遺留捜査saeson5「歌う空き缶!? 消えた夏休みの宿題と過去からの殺人者」
- 遺留捜査スペシャルⅤ
- 遺留捜査スペシャルⅦ
- 遺留捜査スペシャルⅧ